# Sounds Like a Melody
Sounds Like a Melody je pjesma zapadnonjemačkog pop sastava Alphaville, s njihovog prvog albuma "Forever young". Singl je izdan 14. svibnja 1984. godine.

## Obrade
Sastav Cappella je koristio dio melodije iz pjesme u svojoj plesačkoj pjesmi "U Got 2 Let the Music" 1993. godine.

DJ Doo-ov "The Beginning" baziran je na sličnom riffu koji postoji u pjesmi "Sounds Like a Melody."

Sastav Tap 011 je napravio kopiju te pjesme 1998. godine, pod imenom "Sto dana u mesecu".

## Lista pjesama
7"-singel
1. "Sounds Like a Melody" (4:29)
2. "The Nelson Highrise (Sector One : The Elevator)" (3:14)

12"-maxi
1. "Sounds Like a Melody" (7:42)
2. "The Nelson Highrise (Sector One : The Elevator)" (4:12)

## Najbolje mjesto na ljestvicama
| Lista (1984-1985)    | Najbolje mjesto |
| -------------------- | --------------- |
| Austrijska ljestvica | 3               |
| Francuska ljestvica  | 10              |
| Norveška ljestvica   | 5               |
| Švedska ljestvica    | 1               |
| Švicarska ljestvica  | 4               |